# نظرية المنعطف الحرج
تركز نظرية المنعطف الحرج على المنعطفات الحرجة، أي التغيرات الكبيرة والسريعة والمتقطعة، والتأثير السببي طويل المدى أو الإرث التاريخي لهذه التغييرات. المنعطفات الحرجة هي نقاط تحول تغير مسار تطور كيان ما (مثل الأنواع، والمجتمع). تسعى نظرية المنعطف الحرج إلى تفسير الأصل التاريخي للنظام الاجتماعي والحفاظ عليه، وحدوث التغيير الاجتماعي من خلال قفزات كبيرة مفاجئة.
لا تُعتبر نظرية المنعطف الحرج نظرية عامة للنظام الاجتماعي والتغيير، وتؤكد النظرية نوعًا واحدًا من الأسباب (يتضمن تغييرًا كبيرًا ومتقطعًا) ونوعًا واحدًا من التأثير (التأثير المستمر). ومع ذلك، تتحدى النظرية بعض الافتراضات الشائعة في العديد من المناهج والنظريات في العلوم الاجتماعية. إن فكرة أن بعض التغييرات غير مستمرة تجعلها بديلًا عن نظريات «الاستمرارية» أو «التزامنية» التي تفترض أن التغيير دائمًا تدريجي أو أن الطبيعة غير واضحة (تعني باللاتينية الطبيعة لا تقفز). الفكرة القائلة بأن مثل هذه التغييرات المتقطعة لها تأثير طويل المدى تناقض التفسيرات «الحالية» التي تأخذ في الاعتبار التأثير السببي المحتمل للعوامل القريبة زمنيًا فقط.
بدأت النظريات عن المنعطفات الحرجة في العلوم الاجتماعية في الستينيات. منذ ذلك الحين، شكلت أساسًا من مجموعة من الأبحاث في العلوم الاجتماعية التي اسُتنبطت تاريخيًا. البحث في المنعطفات الحرجة النقدية في العلوم الاجتماعية هو جزء من التقليد الأوسع للتحليل التاريخي المقارن والمؤسسية التاريخية. وهو تقليد يمتد عبر العلوم السياسية وعلم الاجتماع والاقتصاد. في علم الاقتصاد، تشترك في الاهتمام بالبحوث الموجهة تاريخيًا مع التاريخ الاقتصادي الجديد أو القياسات المناخية. البحث في المنعطفات الحرجة هو أيضًا جزء من «المنعطف التاريخي» الأوسع في العلوم الاجتماعية.

## أصولها في الستينيات وأوائل السبعينيات
قُدمت فكرة حلقات التغيير المتقطع، التي تليها فترات من الاستقرار النسبي، في مختلف مجالات المعرفة في الستينيات وأوائل السبعينيات.

### تحولات نموذج كون
قدم العمل التاريخي لفيلسوف العلوم توماس كون «هيكل الثورات العلمية» (1962) ونشر فكرة التغيير المتقطع والآثار طويلة المدى للتغيير المتقطع. جادل كون بأن التقدم في المعرفة يحدث في بعض الأحيان من خلال القفزات المفاجئة، والتي سماها التحولات النموذجية. بعد التحولات النموذجية، يطبق الباحثون العلوم الطبيعية ضمن النماذج، والتي تستمر حتى ظهور ثورة جديدة.
تحدى كون وجهة النظر التقليدية في فلسفة العلم في ذلك الوقت بأن نمو المعرفة يمكن فهمه بالكامل على أنه عملية نمو تدريجية وتراكمية. كتب ستيفن جاي جولد أن «نظرية توماس كون للثورات العلمية كانت أكثر الأعمال العلمية علانية وتأثيرًا في النقد العام للتدرج» في القرن العشرين.

### نموذج جيلنر الجديد العرضي للتغيير
اقترح عالم الأنثروبولوجيا إرنست جيلنر نموذجًا عرضيًا جديدًا للتغيير في عام 1964 يسلط الضوء على «الطبيعة الشبيهة بالخطوات للتاريخ» و«الانقطاع الملحوظ» بين الفترات التاريخية المختلفة. يقارن جيلنر النموذج العرضي الجديد للتغيير بالنموذج التطوري الذي يصور «نمط التاريخ الغربي» على أنها عملية «نمو تصاعدي مستمر وداخلي بشكل أساسي».
عدل عالم الاجتماع مايكل مان فكرة جيلنر عن «حلقات» التحول البنيوي الكبير ووصف هذه الحلقات بأنها «قفزات القوة».

### المنعطفات الحاسمة لليبست وروكان
قدم عالم الاجتماع سيمور ليبسيت وعالم السياسة شتاين روكان فكرة المنعطفات الحرجة وتأثيرها طويل المدى في العلوم الاجتماعية في عام 1967. طور روكان الأفكار المقدمة في العمل المشترك لعام 1967 في «مواطنون، وانتخابات، وأحزاب» لعام 1970.
قدم جيلنر فكرة مماثلة في العلوم الاجتماعية. ومع ذلك، عرض ليبست وروكان نموذجًا أكثر تفصيلًا وتطبيقًا واسعًا لنموذجهم في أوروبا (انظر أدناه). على الرغم من تأثير جيلنر على بعض علماء الاجتماع، كان تأثير ليبست وروكان أكبر على العلوم الاجتماعية.

### نموذج التوازن المتقطع لجولد
أثرت أفكار كون على عالم الحفريات ستيفن جاي جولد، الذي قدم فكرة التوازن المتقطع في مجال علم الأحياء التطوري في عام 1972. كان عمل جولد الأولي حول التوازن المتقطع بالاشتراك مع نايلز إلدردج.
لفت نموذج غولد للتوازن المتقطع الانتباه إلى أن الاندفاعات العرضية للتغير التطوري تليها عادة فترات من الاستقرار الشكلي. تحدى النموذج التقليدي للتغيير التدريجي المستمر، والذي يسمى بالتدرج الارتقائي.

## الإطار النظري للمنعطف الحرج في العلوم الاجتماعية
منذ إطلاقه في عام 1967، ركز البحث في المنعطفات الحرجة جزئيًا على تطوير إطار نظري، والذي تطور بمرور الوقت.
في دراسات المجتمع، يستخدم بعض العلماء مصطلح «نموذج التوازن المتقطع»، والبعض الآخر يستخدم مصطلح نموذج «العرضية الجديدة». تستمر دراسات المعرفة في استخدام مصطلح «نقلة نوعية». ومع ذلك، يمكن التعامل مع هذه المصطلحات كمرادفات لمرحلة حرجة.

### التطورات في أواخر الستينيات وأوائل السبعينيات
بدأت الأفكار الرئيسية في أبحاث المنعطفات الحرجة في البداية في الستينيات وأوائل السبعينيات من قبل سيمور ليبست وستاين روكان وآرثر ستينشكومب.
المنعطفات والموروثات الحرجة
قدم سيمور ليبست وستاين روكان (1967) وروكان (1970) فكرة أن التغييرات الكبيرة المتقطعة، مثل الإصلاح، وبناء الأمم، والثورة الصناعية، تعكس الصراعات المنظمة حول الانقسامات الاجتماعية، مثل الانقسامات بين الدولة والكنيسة وصناعة الأراضي والمالك والعامل. في المقابل، يمكن النظر إلى هذه التغييرات الكبيرة المتقطعة على أنها منعطفات حاسمة؛ لأنها ولّدت نتائج اجتماعية ظلت فيما بعد «مجمدة» لفترات طويلة من الزمن.
بعبارات عامة، يتكون نموذج ليبست وروكان من ثلاثة مكونات:
- (1) الانشقاق. الصراعات القوية والدائمة التي تستقطب النظام السياسي. حُددت أربعة انقسامات:
  - الانقسام بين المركز والأطراف، وهو صراع بين ثقافة بناء دولة مركزية ومجموعات سكانية مختلفة إثنيًا ولغويًا في الأطراف.
  - الانقسام بين الدولة والكنيسة، صراع بين تطلعات الدولة القومية والكنيسة.
  - الانقسام بين الأرض والصناعة، وهو صراع بين مصالح المالكين وأصحاب المشاريع التجارية/الصناعية.
  - انقسام العامل وصاحب العمل، صراع بين المالكين والعمال.
- (2) المنعطف الحرج. تحدث تغييرات جذرية فيما يتعلق بهذه الانقسامات في لحظات معينة.
- (3) الإرث. بمجرد حدوث هذه التغييرات، يستمر تأثيرها لبعض الوقت بعد ذلك.

أضاف روكان (1970) نقطتين لهذه الأفكار. يمكن أن تضع المنعطفات الحرجة البلدان على مسارات متباينة أو متقاربة. يمكن أن تكون المنعطفات الحرجة «متتالية»، بشكل لا تمحو فيه المنعطفات الحرجة الجديدة تمامًا إرث منعطف حرج سابق، بل تعدل ذلك الإرث السابق.
استنساخ الموروثات من خلال حلقات سببية ذاتية التكرار
ملأ آرثر ستينشكومب (1968) فجوة رئيسية في نموذج ليبست وروكان. جادل ليبست وروكان بأن المنعطفات الحرجة أنتجت موروثات، لكنهما لم يفسرا كيف يمكن أن يستمر تأثير منعطف حرج ما على فترات طويلة.
وضع ستينشكومب فكرة الأسباب التاريخية (مثل المنعطفات الحرجة) كنوع مميز من الأسباب التي تولد «حلقة سببية ذاتية التكرار». أوضح ستينشكومب أن السمة المميزة لمثل هذه الحلقة هي أن «التأثير الناتج عن الأسباب في فترة سابقة يصبح سببًا لنفس التأثير في الفترات التالية». مثّل ستينشكومب هذه الحلقة بيانيًا على النحو التالي:
 X t1 ––> Y t2 ––> D t3 ––> Y t4 –> D t5 –> Y t6
جادل ستينشكومب أن السبب (X) الذي يفسر التبني الأولي لبعض السمات الاجتماعية (Y) لم يكن هو نفسه الذي يفسر استمرار هذه الميزة. يفسر الثبات بالتأثير المتكرر لـ Y على D وD على Y.